# Bafatá (stad)
Bafatá is een plaats in Guinee-Bissau. De plaats heeft 22.501 inwoners (2008). De plaats is vooral bekend als geboorteplaats van Amilcar Cabral. 
De plaats ligt in een gebied, dat bekendstaat vanwege zijn wild, vooral apen komen in dit gebied veel voor. De plaats is de hoofdplaats van de regio Bafatá. De plaats is de zetel van het rooms-katholieke bisdom Bafatá. De belangrijkste industrie in de plaats is het maken van bakstenen.